# Каталина Микаэла Австрийская
Каталина Микаэла Австрийская (исп. Catalina Micaela de Austria, 10 октября 1567, Мадрид — 6 ноября 1597, Турин) — испанская инфанта и герцогиня Савойская, жена Карла Эммануила I Савойского, мать Виктора Амадея I.

## Биография
Каталина Микаэла была младшей дочерью короля Испании Филиппа II и его третьей жены Елизаветы Валуа. Она была названа в честь своей бабки по-материнской линии Екатерины Медичи и св. Михаила. Она потеряла свою мать очень рано, когда ей был всего один год, та умерла после очередных неудачных родов. Каталина Микаэла росла вместе со своей старшей сестрой Изабеллой Кларой Евгенией при дворе своего отца под присмотром кормилицы Марии де Месса.
Каталина Микаэла вышла замуж 18 марта 1585 года в Сарагосе за герцога Карла Эммануила I Савойского и покинула испанский двор. Каталина после замужества больше своего отца не видела. Несмотря на разлуку она до самой его смерти вела оживленную переписку с отцом и другими членами семьи.
Каталина родила 10 детей (из которых до взрослого возраста дожили 9) и была большую часть семейной жизни на сносях. Она умерла в возрасте 30 лет 6 ноября 1597 года в Турине от осложнений, вызванных преждевременными родами, произведя на свет девочку, которая умерла сразу же после рождения. Это произошло всего через год после рождения предыдущего, девятого ребенка, Томаса Франциска Савойского. Томас Франц был дедом Евгения Франца Савойского, более известного как принц Евгений Савойский. Хотя Каталину и постигла судьба её матери, тем не менее она выполнила свой династический долг и родила Савойскому дому наследника престола.

## Дети
- Филипп-Эммануил (1586—1605);
- Виктор-Амадей I (1587—1637), герцог Савойский;
- Эммануил-Филиберт (1588—1624), вице-король Сицилии;
- Маргарита Савойская (1589—1655);
- Изабелла (1591—1626);
- Морис (1593—1657);
- Мария Апполина (1594—1656);
- Франсуаза Катерина (1595—1640);
- Томас Франциск (1596—1656), 1-й принц Кариньяно;
- Джованна (родилась и умерла в 1597).

## В искусстве
- Является предполагаемой моделью картины «Дама в меховой накидке» и других многочисленных портретов, написанных испанскими придворными живописцами во второй половине XVI века (чаще всего инфанту писал живописец-портретист Алонсо Санчес Коэльо):

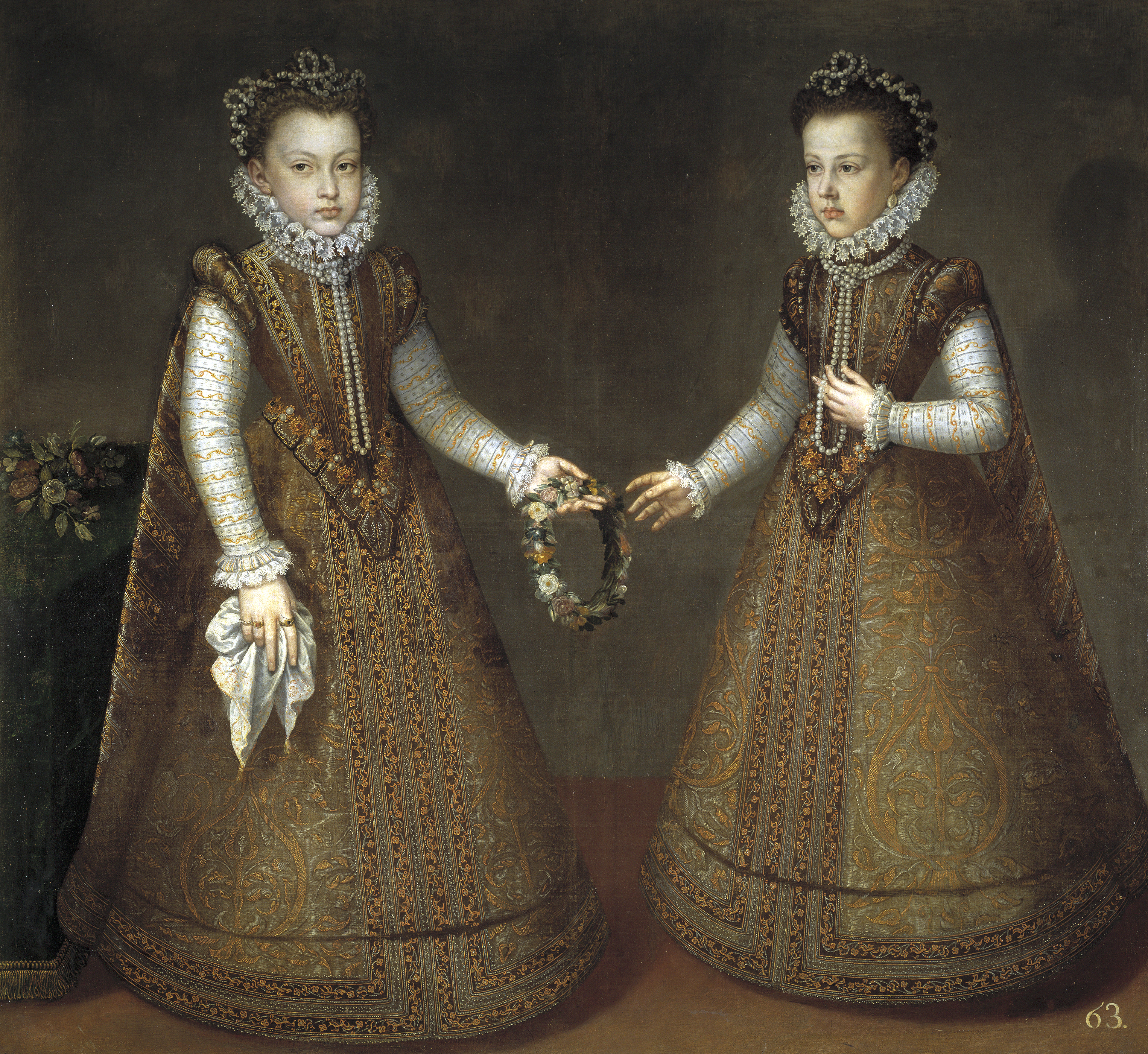
Алонсо Санчес Коэльо. Инфанта Каталина Микаэла с сестрой, инфантой Изабеллой Кларой Евгенией
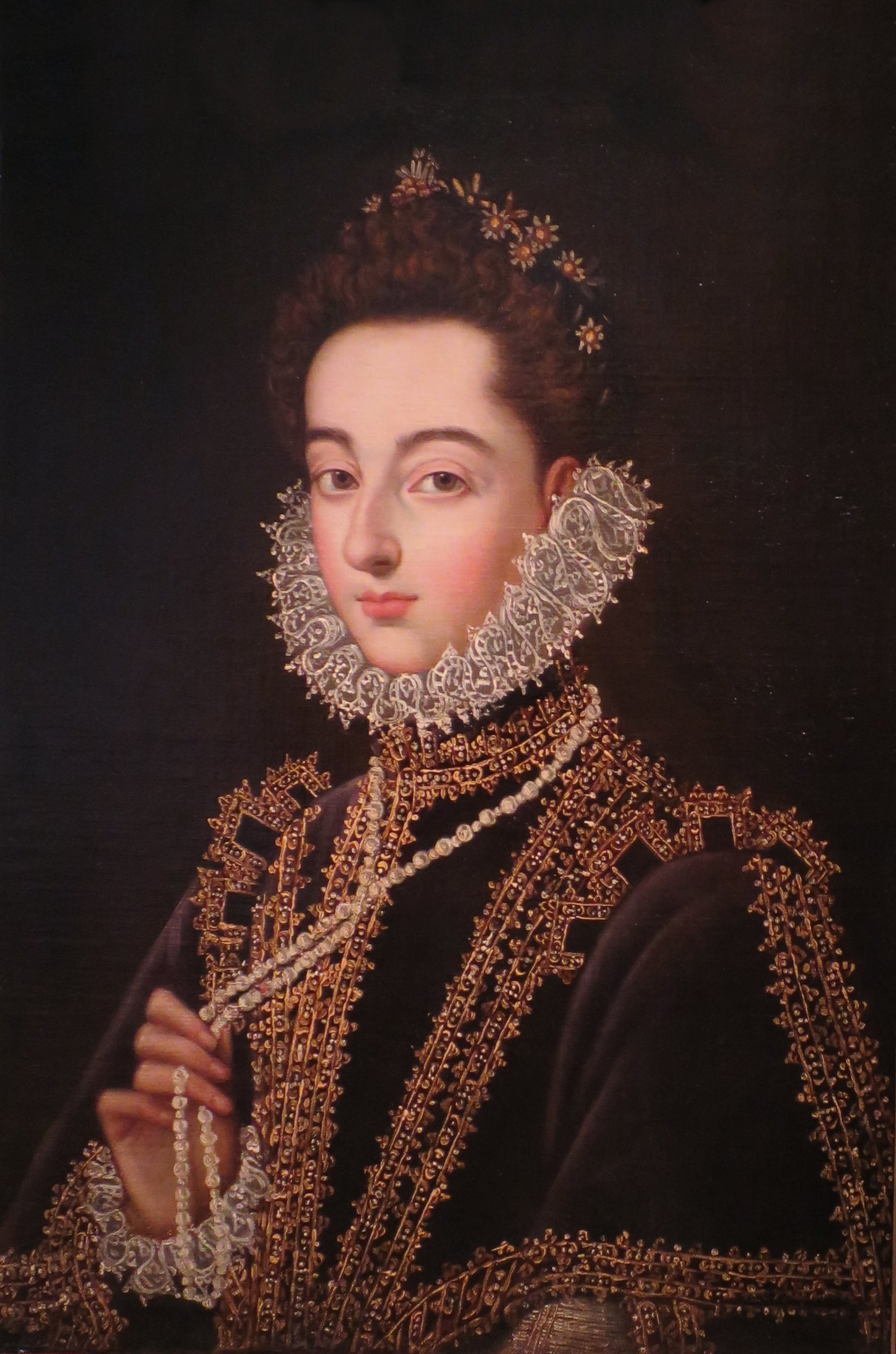
Алонсо Санчес Коэльо. Портрет Каталины Микаэлы, между 1582 и 1585
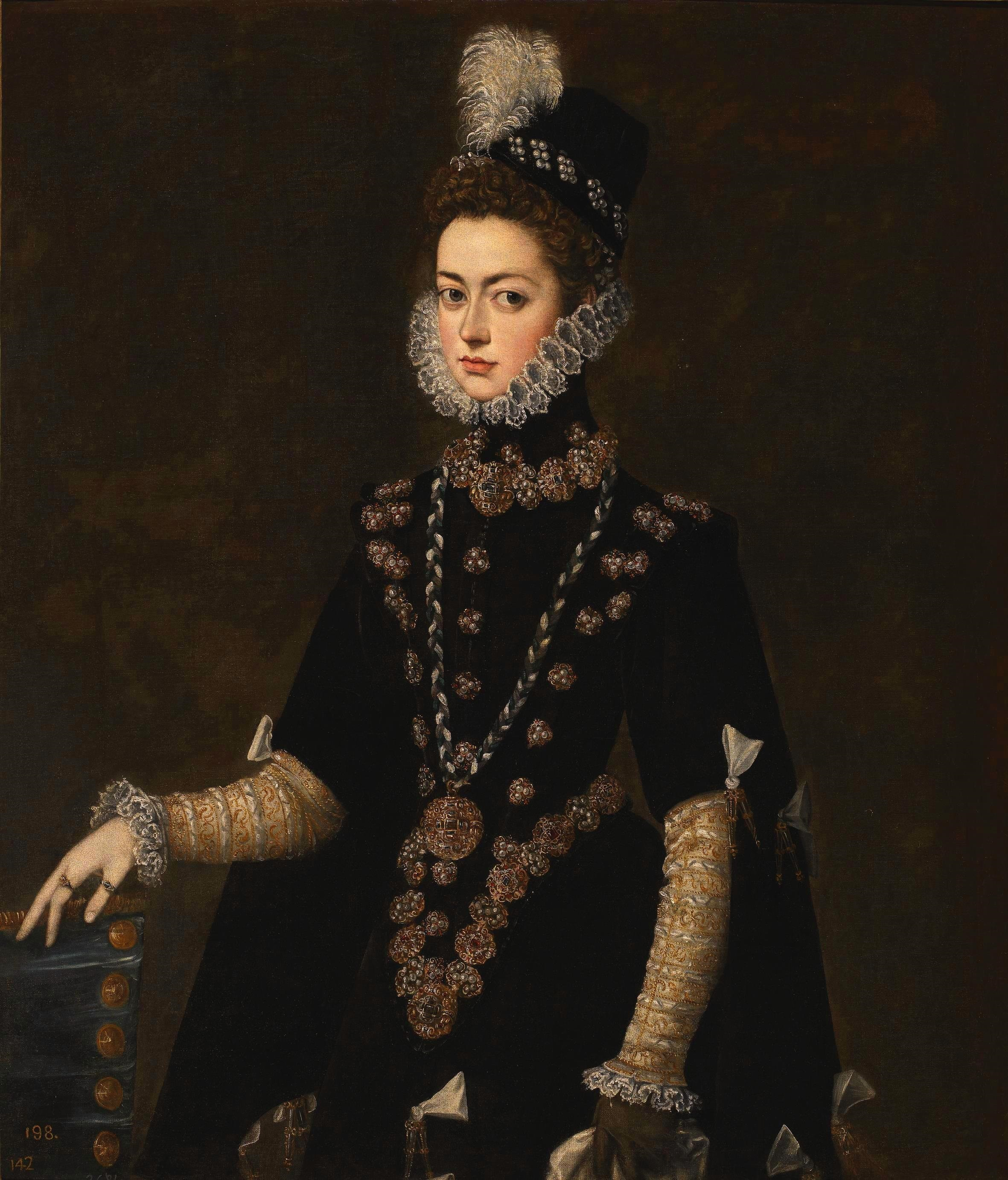
Хуан Пантоха де ла Крус. Портрет Каталины Микаэлы, ок. 1585
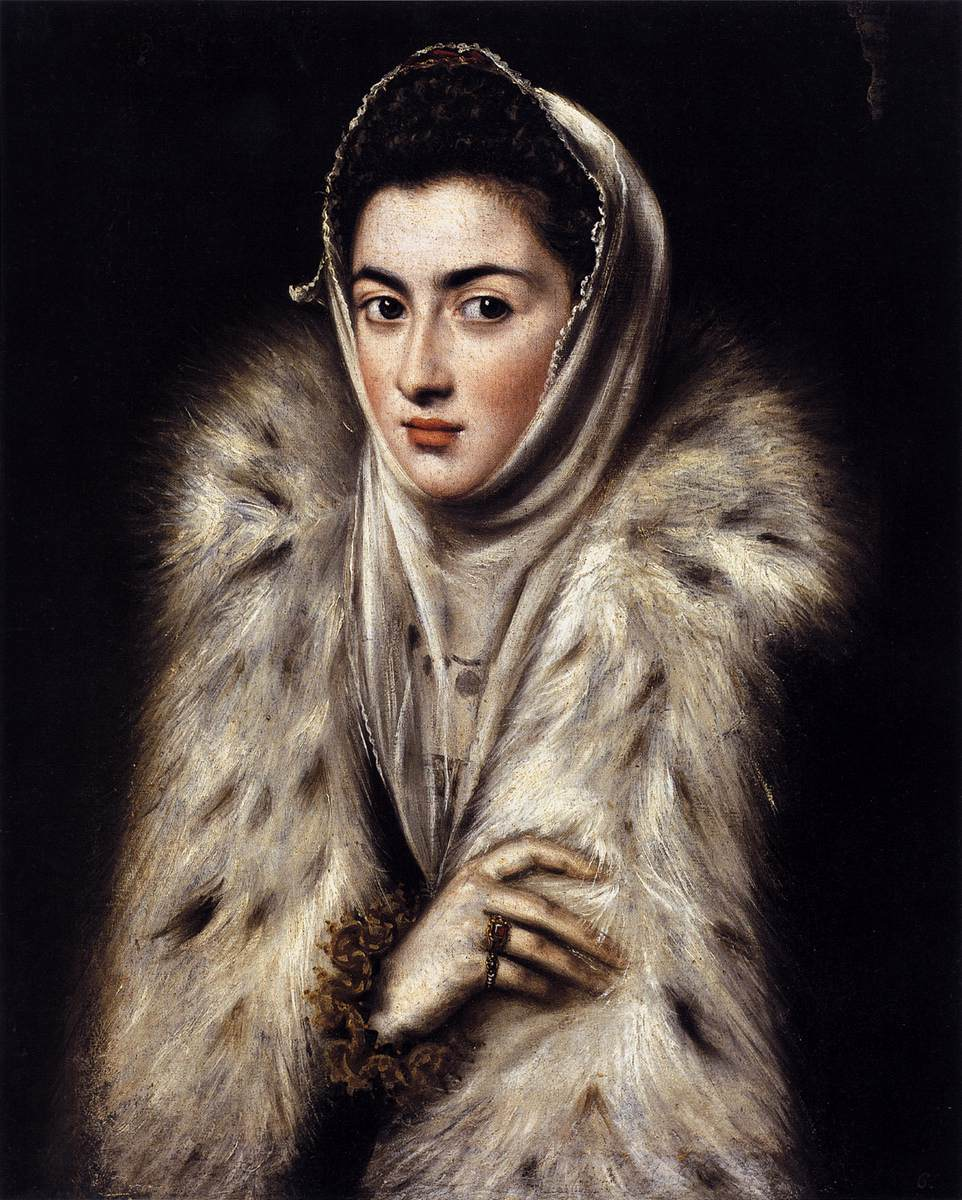
Алонсо Санчес Коэльо. Дама в меховой накидке